# Zubin Potok

Zubin Potok (alb. Zubin Potoku) je gradić u sjevernom dijelu Kosova.